# Therese Alshammar
Therese Alshammar (26. august 1977 i Solna kommune, Stockholms län) er en svensk svømmer, som har vundet tre olympiske medaljer, 25 VM medaljer og 43 EM medaljer. I 2011 modtog hun Radiosportens Jerringpris for sportspræstation året 2010. I 2011 blev hun hædret med Svenska Dagbladets guldmedalje. I februar 2012 modtog hun H.M. Konungens medalj i 8. størrelse.

## Privatliv
Hun voksede op i Duvbo med sine forældre og yngre søstre. Hendes mor, Britt-Marie Smedh, er tidligere svømmer, der bl.a. deltog ved Sommer-OL 1972.
I maj 2013 blev Alshammar og hendes samlever Johan Wallberg som også er hendes træner, forældre for første gang, de fik en søn. Hun holdt sig derfor væk fra VM i svømning den sommeren og holdt en pause i svømningen frem til efteråret.

## Personligt bedste

### Langbane (50 m)
| Konkurrence     | Tid     |      | Dato         | Stævne                                          | Sted                      | Ref    |
| --------------- | ------- | ---- | ------------ | ----------------------------------------------- | ------------------------- | ------ |
| 50 m fri        | 23.88   | NR   | 2. aug 2009  | VM i svømning                                   | Rom, Italien              | [ 11 ] |
| 100 m fri       | 53.58   | (r)  | 26. jul 2009 | VM i svømning                                   | Rom, Italien              | [ 12 ] |
| 50 m ryg        | 29.22   |      | 7. maj 2005  | Trofeu Brasil                                   | Belo Horizonte, Brasilien |        |
| 100 m ryg       | 1.01.61 |      | 20. jan 2012 | Western Australia State Open Championships 2012 | Australien                | [ 13 ] |
| 50 m butterfly  | 25.07   | (sf) | 31. jul 2009 | VM                                              | Rom, Italien              | [ 14 ] |
| 100 m butterfly | 57.55   |      | 12. aug 2010 | EM i svømning 2010                              | Budapest, Ungarn          |        |

### Kortbane (25 m)
| Konkurrence             | Tid   |     | Dato         | Stævne                        | Sted                 | Ref    |
| ----------------------- | ----- | --- | ------------ | ----------------------------- | -------------------- | ------ |
| 50 m fri                | 23.27 | NR  | 21. nov 2009 | World Cup                     | Singapore            |        |
| 100 m fri               | 52.17 |     | 17. mar 2000 | VM i kortbanesvømning         | Athen, Grækenland    | [ 15 ] |
| 50 m ryg                | 26.62 | NR  | 29. nov 2009 | Svenske kortbanemesterskaber  | Göteborg, Sverige    | [ 16 ] |
| 100 m ryg               | 57.43 | (r) | 26. nov 2009 | Svenske kortbanemesterskaber  | Göteborg, Sverige    | [ 17 ] |
| 50 m butterfly          | 24.38 | VR  | 22. nov 2009 | World Cup                     | Singapore, Singapore | [ 18 ] |
| 100 m butterfly         | 55.53 |     | 6. nov 2010  | World Cup                     | Stockholm, Sverige   |        |
| 100 m individuel medley | 58.07 | NR  | 26. nov 2009 | Sveriges kortbanemesterskaber | Göteborg, Sverige    | [ 19 ] |